# Zombi

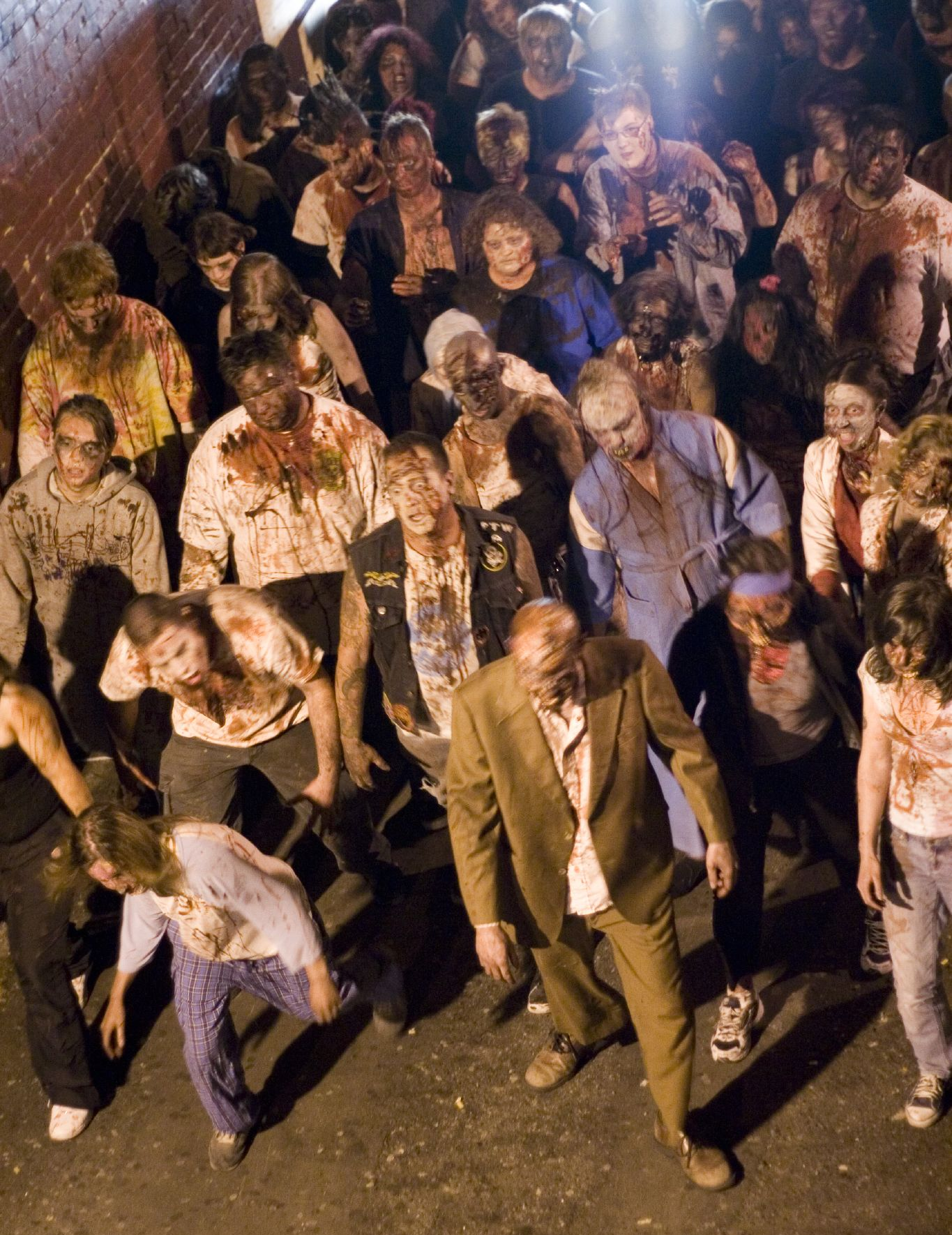
Zombik a Meat Market 3 című filmben

A zombi vélhetően az afro-karibi vudu hit egyik hiedelméből az euro-atlanti kultúrkörbe átszármazott fantáziaalak (horror- illetve fantasy-alkotások gyakori szereplője), eredetileg a zombik olyan halottak, akiket egy hatalmas mágus élesztett fel, hogy neki szolgáljanak.
Bár a zombik egyáltalán nem központi elemei a vudu rítusoknak, az európai és amerikai popkultúrába átkerülve, szívesen alkalmazott klisévé váltak. A fogalom azonban közben át is alakult, és más néphitbeli elemekkel keveredett: a vudu zombiktól jelentősen eltérnek pl. a horrorfilmek zombijai, ezek szintén „élőhalottak” – vagyis egykor meghalt, magasabbrendű idegi funkcióit általában elvesztő és állati szintre süllyedt, holttest voltuk ellenére mozgó és tevékenykedő lények – akik gyakran emberi vérrel vagy hússal táplálkoznak. Az utóbbi elgondolás eredete vélhetően a történelem előtti időkbe nyúlik (a vérivó szellemek vagy kísértetek alakja sok nép hitvilágában jelen volt és van szerte a Földön).
A jelenlegi ismeretek szerint zombik – amennyiben ezen a vér- és agyvelőkiszívó élőhalottakat értjük – nem léteznek, létük ellenkezik a fizika és biológia törvényeivel, és bizonyítékokkal sem igazolható. A vudu kultúrelem valóságosságát illetően – attól is függően, mennyire értjük szó szerint a fogalmat – a tudomány állásfoglalása differenciáltabb, a válasz lényegében ez esetben is tagadó, bizonyos jelenségek (pl. élősködők okozta idegbetegség) azonban, legalábbis a felszínen, emlékeztethetnek a zombifikációnak erre az értelmezésére.

## A zombik és rokon hiedelmek a néphitekben

### Élőhalottak a mezopotámiai mitológiában
Az Istár alvilágjárása címen is emlegetett akkád-asszír eposzban Istár, a termékenység istennője meglátogatja rokonát, Ereskigált, a holtak úrnőjét az alvilágban. Istár kevélyen és büszkén, fontossága és hatalma tudatában érkezik, így fenyegetve az Alvilág ajtónállóit:
„Hallod-e, te ajtónálló!
Nyisd ki a kaput előttem, hadd lépek be szépszerével!
Ha nem nyitod ki előttem, nem engedsz be szépszerével,
bizony betöröm ököllel, kitépem a kapufélfát,
lábbal taposom a zárat, úgy jutok a kapun túlra!
S jaj akkor a földi népnek! A holtak élére állok,
s fölvezetem, föl a fényre, – föl én, hidd meg, valamennyit!
S még hozzá olyan éhséggel-szomjúsággal verem őket
- szerelemmel megetetvén, megitatván életvízzel -
hogy mindegyre éhesebben-szomjasabban barangolnak,
s akit csak találnak, élőt, iszonyú agyarra kapván,
vérét italul megisszák, húsát étkül fölzabálják! ...”
(Rákos Sándor fordítása)

### A vudu hitvilág zombijai
A vudu tanai szerint egy halottat csak egy vudu mágus, vagy pap tud feltámasztani egy meghatározott szertartás során. Átok útján is lehet azonban vudu zombivá válni, ebben az esetben a varázsló átka után a megátkozott meghal, majd zombiként kel életre. A vudu szerint a zombi korlátozott tudatú, önálló akarata nincs, a varázsló irányítása alatt marad, aki többnyire rabszolgaként dolgoztatja. Másokat nem képes zombivá tenni.

### Vámpírok és élőhalottak a középkori európai hiedelmekben
A középkori Európában is sokak hitték, hogy a holtak lelkei (vagy testei) visszatérhetnek a földre, hogy az élőkre vadásszanak (revenant: visszajáró, visszatérő halott), de ezek inkább a kísértethistóriák közé tartoznak. A sírból testi valójukban is kikelt élőhalottak történetei is fennmaradtak, ezek pedig inkább vámpírtörténetekhez hasonlatosak.
A vámpír és a zombi között fontos különbségek is vannak. Először is, a zombi emberi holttest, a vámpír viszont – eredeti formájában – gonosz lélek vagy szellem (bár a popkultúra vámpírjai eltérhetnek az eredeti elgondolástól). Másodszor, míg a zombi öntudatlan ösztönlény, a vámpír különlegesen intelligens, tudatos, bár hatalmas lelki szenvedéseken átmenő lény. Harmadszor, a zombi többnyire mások vagy ösztönök irányítása alatt álló, általában gyenge és könnyen elpusztítható bábu, a vámpírnak viszont nemcsak önálló akarata, hanem jelentős (általában emberfeletti) fizikai ereje és – ráadásul – természetfeletti hatalma is van, és a saját érdekeiben eljárva cselekszik.

## Zombik a tömegkultúrában
A zombik reneszánsza a szélesebb közönség számára a horrorfilmeken keresztül érkezett meg. A modern zombik, ahogyan ma filmekben és könyvekben ábrázolják őket, nagyon különböznek a vudu zombiktól. Míg a vudu zombizmus hátterében esetleg a valóságban is létező jelenség van (lásd lejjebb), a modern zombik teljesen a képzelet szülöttei.

### Típusai
A modern, inkább a művészetek, mintsem a hiedelmek közé tartozó  történetekben a zombiknak számtalan különféle típusa alakult ki.

#### A feltámasztott halottak
A feltámasztott zombik olyan élőhalottak, akik a halálból valamilyen biológiai kísérlet útján (Frankenstein c. regény és adaptációi; „Kaptár”/Resident Evil c. horror-akció franchise), vagy természetfeletti erők segítségével jöttek vissza. A biológiai bomlás különböző stádiumában lehetnek. Normál életműködés helyett egy közelebbről meg nem magyarázott alsóbbrendű életműködés tartja őket mozgásban, aminek fenntartásához élő emberi húsra és agyvelőre van szükségük. A korlátozott tudatú vudu zombikkal ellentétben emberi tudatuk már nincs, egyetlen céljuk az élő húshoz jutás.
A zombi fogalom sajátos módosulása, amikor a holttestek (illetve esetenként még élő személyek) valamilyen parazita vagy nanotechnológia révén alakulnak zombivá, és tulajdonképpen már nem is halott emberek, hanem részben egy másik faj élő vagy részben élő egyedei (a Dead Space franchise nekromorfai és a Halo videójáték-sorozat „flood” zombijai). Azonban sokszor ezekre a lényekre is jellemző az emberirtás és emberevés, illetve a fertőzés terjesztése.
A technika által is zombivá lehet válni. A Screamers/Sikoltók néven ismert, Philip K. Dick regényein alapuló, két filmből álló amerikai-kanadai sci-fi horror második részében az eredetileg az ellenséges katonaság kiirtására kifejlesztett, de önállósodott és minden embert ellenségnek tekintő, gyilkoló harci robotok, a sikoltók továbbfejlesztették magukat: megölt emberi áldozataikba mechanikus implantátumokat szerelnek, így azok is sikoltókká válnak. Az így keletkezett félig ember, félig gép lények az „implantok” elektromos impulzusainak kényszerítő ereje által megőrzik az eredeti ember teljes tudatát, emlékeit és intelligenciáját, de életműködésük és akaratuk a gépek irányítása alá kerül. Az emberek ilyen felhasználásának célja nem elsősorban a gép-katonaság létszámánának a növelése, hanem az álcázás, az áldozatok bizalmának elnyerése.

#### Zombivá vált élők
A modern filmek egy részében a zombizmus tömegesen jelenik meg. Oka sokszor valamilyen félresikerült biológiai kísérlet, például katonai célra kifejlesztett vírus elszabadulása, vagy veszettség-vírus mutációja. A halál fázisa ilyenkor általában egészen rövid, vagy ki is marad. Az élő és egészséges egyének a fertőzés után rövid idővel egyből zombivá válnak, akikben öntudat helyet már csak az agresszív húsevési ösztön működik. A zombivá válás folyamata során emberi tudatuk gyorsan elvész, megváltozik tekintetük, nyálzani kezdenek és hörögnek, majd azonnal az élőkre támadnak.

#### A szenvedő zombi
A modern zombik egy harmadik típusa bukkan fel a BBC In the Flesh című sorozatában. Ebben a társadalmat több, mint százezer, a közelmúltban meghalt, majd visszatért „részlegesen élő” zombi árasztja el. A visszatérő halottak nem agresszívek, tudatosak, nem esznek húst, sőt, egyáltalán nincs szükségük élelemre. Mindössze napi egy „neurogeneratív” injekció szükséges számukra. Tisztában vannak másságukkal, próbálnának visszailleszkedni régi családjukba, de még ott is gyanakvás, az ismeretlentől és megmagyarázhatatlantól való félelem, rosszabb esetben nyílt üldözés fogadja őket. Szenvedő lények, akiket egykor szerettek, de visszatértük után az élők világában már nincs rájuk szükség.

### Viselkedésük, külső megjelenésük
Úgy tartják[forrás?], hogy a modern zombiknak vérkeringésük nincs, de lélegeznek. Kilégzéskor a testi rothadás miatt gyúlékony gázok távozhatnak (esetleg metán). A halálból visszahozott zombik a biológiai bomlás különféle stádiumaiban lehetnek. A zombivá változott élők, ha sokáig bolyonganak, szintén a testi bomlás előrehaladott stádiumába kerülhetnek. A zombi általában az utoljára hordott ruhájában bolyong, ez azonban piszkos, szakadt, véres, esetleg rothadt és penészes.
A vudu hitvilággal szemben a modern zombik nagyon ritkán tartoznak valaki befolyása alá. Többnyire céltalanul bolyonganak, míg zsákmányra nem lelnek, amit általában lassan, bizonytalan mozgással, de kitartóan üldöznek, majd elevenen felfalnak. A legújabb idők zombijai már futni is képesek, esetleg korlátozott értelemmel is bírnak (pl. Zone 261). Rendkívül szívósak, testük teljes alsó részének elvesztése esetén is képesek karjukkal a földön kúszni, valamint harapni.
Fő táplálékuk a hús és az agyvelő. A filmekben a zombik többnyire vadászat közben láthatók, gyakorlatilag nincs adat arra vonatkozóan, hogy ezen felül mit csinálnak, az evésen kívül van-e bármilyen egyéb testi szükségletük. Tipikus még, hogy csordákba verődnek, egymást nem bántják, de az élőket messziről felismerik.
A modern zombik által megharapott ember (ha életben marad és el tud menekülni) többnyire maga is zombivá változik. Állatok is zombivá válhatnak. A halálból misztikus úton feltámadt állatzombira példa a Kedvencek temetője, míg a vírusfertőzés által zombivá váltakra (kutyák) A Kaptár című filmben látható. Harapásuk szintén fertőző.

### Elpusztításuk
Mivel a zombik biológiai értelemben halottak, állapotukra gyógymód nem lehetséges, egyetlen lehetőség a mielőbbi végleges elpusztításuk. Arra vonatkozóan, hogy halhatatlanok lennének, vagy táplálék nélkül bizonyos idő után maguktól elpusztulnának, nincs egyértelmű álláspont.
A filmek, regények, számítógépes játékok túlnyomó részében elpusztításuk legbiztosabb módja az agy teljes szétroncsolása, de testük sokszor még ezután is képes egy ideig mozogni. Klasszikus filmbéli fordulat, hogy a megfertőződött személy – érezvén átalakulását – maga kéri, hogy lőjék le. Ha ez nem történik meg, az átalakulás után már nem tekinthető emberi lénynek.

## A filozófia zombijai
Az elmefilozófia és metafizika is kölcsönvette a popkultúra zombijainak fogalmát. Az elnevezést ilyen értelemben David Chalmers filozófus vezette be a filozófiába. A filozófiai zombi egyfajta gondolatkísérlet: olyan, megtévesztésig az emberhez hasonló és emberi módon viselkedő lény, akit nem emberi tudat irányít, hanem annak valamifajta szimulációja. 

## A zombizmus lehetséges okai
A Karib-térségben sokfelé a mai napig is hisznek a vudu zombik létezésében. Feltételezések születtek, miszerint a zombi-állapot hátterében valamilyen agykárosodást okozó betegség áll (pl. agyvelőgyulladás), mely a halálhoz hasonló mély öntudatlanságot, a ritka spontán gyógyulás után pedig zavart állapotot és a személyiség leépülését okozza. Ebben az esetben a vudu zombi valójában egy egyszerű feladatok végrehajtására képes, de önálló akarat nélküli, élő személy.
Egy másik lehetséges magyarázat szerint a vudu zombik valójában kábítószerek folyamatos adagolásával tudatosan létrehozott rabszolgák.

## Hasonló jelenségek a természetben

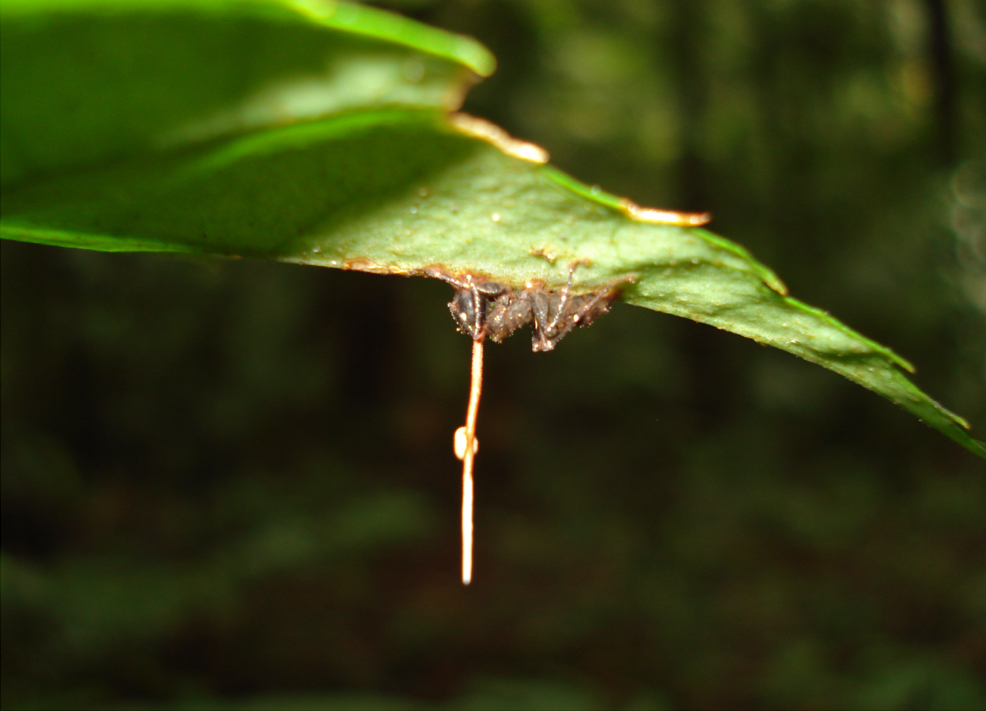
Az Ophiocordyceps unilateralis gomba manipulálja a hangya viselkedését, majd termőteste kinő a megfertőzött „zombi” gazdatestéből

A sajtóban és tudományos munkákban „zombihangya gombaként” emlegetett Ophiocordyceps unilateralis nevű gombafaj nagyon hasonló „élőhalott” állapotot idéz elő áldozatában. A gomba fonalai behatolnak a fertőzött hangya izomzatába és agyába, átveszi az irányítást a test felett és arra kényszeríti, hogy a gomba szaporodásához megfelelő helyszínre vándoroljon és ott a rágójával rögzítse magát egy levélhez. Ezután megöli az állatot és a gomba termőteste kinő a tetemből.
Afrikában 2010 körül mutattak ki egy féreg által okozott betegséget, ami zombizmushoz hasonló állapotot idéz elő. Fejbólogatással kezdődik, majd gyorsan romló tudati zavarokat, zavart állapotban való vándorlást, majd teljes leépülés után halált okoz. 
A modern zombifilmekben látható állapot sok tekintetben a kutyáknál látható veszettség utolsó, néhány napos szakaszára emlékeztet.

## Halott, vagy élő?
Orvosetikai tanulmányok készültek arra vonatkozóan, hogy egy zombi, ha létezne, élőnek vagy halottnak lenne tekinthető. Arra a következtetésre jutottak, hogy ugyan a szokásos vett értelemben életműködés nincs, de a zombi mozog, célirányosan táplálékot keres és táplálkozik, ezért élőnek tekintendő.[forrás?]

## Zombi apokalipszis
Noha egy fertőzéssel terjedő, járványos zombibetegség lehetősége tudományosan nem igazolt, mégis születtek tanulmányok és számítógépes szimulációk ennek lefolyásáról. Arra a következtetésre jutottak, hogy egy ilyen járvány a lakosság szervezetlen pánikja, a hatóságok lassú reagálása, illetve az azonnali radikális lépések hiánya esetén az egész emberi civilizációt veszélybe sodorná. A csekély számú túlélő elszeparált helyeken lenne csak biztonságban.

## Híres alkotók
A modern zombifilmek alaptípusa az 1968-as, George A. Romero rendezte Az élőhalottak éjszakája. A zombifilmek klasszikusa, az olasz Lucio Fulci olyan hatásosan dolgozott, hogy egyes műveit a mai napig támadják, és több országban be vannak tiltva.
A popzene történetének egyik klasszikus videóklipje a Michael Jackson Thriller című dalához készült klip, melyben az énekes zombikkal táncol, majd maga is zombivá változik.

## Zombik a filmekben
A zombik leggyakrabban a horrorkedvelő réteg számára készült, jellegükből fakadóan véres és drasztikus jelenetekkel tűzdelt horrorfilmekben bukkantak fel, ami miatt javarészt csak ebben a szubkultúrában lettek ismertek, a kilencvenes és kétezres évektől kezdve azonban néhány szélesebb közönség érdeklődésére is számot tartó dramaturgiájú filmben, műsorban is szerepet kaptak. Az ismertebbek:
- Zombieland
- A Kaptár (Resident Evil)
- Wyrmwood
- The Walking Dead – tv-sorozat
- Eleven testek
- Z világháború
- 28 nappal később és a filmsorozat további részei
- Kiéhezettek
- The Last of Us
- Michael Jackson – Thriller című szám videóklipje

## Zombik a játékokban
A zombik sok népszerű játék főszereplőivé váltak a Windows, az XBox, a PlayStation és online játékplatformokon.